# Ромашкино (Марий Эл)
Ромашкино (мар. Шийсола) — деревня в Волжском районе Республики Марий Эл России. Входит в состав Обшиярского сельского поселения.

## География
Деревня находится в юго-восточной части республики, в пределах Мари-Турекского плато, в зоне хвойно-широколиственных лесов, к востоку от реки Илети, на расстоянии примерно 20 километров (по прямой) к северу от центра города Волжска, административного центра района, и в 3 км к северу от центра сельского поселения, деревни Полевая. В 1 км к северу от деревни находится священная роща. Абсолютная высота — 61 метр над уровнем моря.

### Климат
Климат характеризуется как континентальный, умеренно влажный, с длительной снежной зимой и коротким жарким летом. Среднегодовая температура воздуха — 2,3 °С. Средняя температура воздуха самого тёплого месяца (июля) — 18,2 °C (абсолютный максимум — 38 °C); самого холодного (января) — −13,7 °C (абсолютный минимум — −47 °C). Среднегодовое количество атмосферных осадков составляет 491 мм, из которых 352 мм выпадает в период с апреля по октябрь.

### Часовой пояс
Деревня Ромашкино, как и вся Марий Эл, находится в часовой зоне МСК (московское время). Смещение применяемого времени относительно UTC составляет +3:00.

## История
О марийском названии деревни Шийсола существует легенда: один мужчина ходил вдоль реки и восхищался: «Ох какая чистая вода! И блестит как серебро (ший)». Ему понравилось это место, и он остался здесь жить. По данным И. С. Галкина и О. П. Воронцовой, Шийсола в переводе с марийского означает «прекрасная деревня, серебряная деревня». По рассказам старожилов, первым жителем был Исамбай, жильё которого располагалось в поле за деревней Ромашкино, которое ныне называется «Исамбай пасу».
Обозначена на карте конца XVIII века как выселок из деревни Апшеяр.
В «Списке населённых мест Российской империи», изданном по данным 1859 года, населённый пункт упомянут как казённый выселок Лесной Ромашкин 2-го стана Чебоксарского уезда Казанской губернии, при озере Сизе, расположенный в 99 верстах от уездного города Чебоксары. Здесь насчитывалось 6 дворов и проживало 34 жителя (14 мужчин и 20 женщин).
По данным переписи населения 1897 года, околоток Ромашкин входил в состав Обшиярского общества Помарской волости Чебоксарского уезда, здесь проживал 181 мариец.
В 1923 году в деревне Ромашкино Помарской волости Краснококшайского кантона проживало 268 человек в 42 дворах, а в 1925 году — 230 марийцев. Деревня тогда относилась к Обшиярскому району (сельсовету) Звениговского кантона Марийской АО.
В 1927 году в деревне имелось товарищество по совместной обработке земли, а в 1929 году 8 хозяйств из деревни Ромашкино вошли в состав колхоза «Трудовик», который был создан первым в районе и в который вошли также хозяйства других деревень Обшиярского сельсовета. Жители занимались земледелием. На озере Вакшъер работала водяная мельница. В 1931 году в деревне Ромашкино организован колхоз «Сизе».
В 1940 году в деревне Ромашкино Обшиярского сельсовета Волжского района проживал 371 человек. В 1941 году была открыта начальная школа на 43 места, действовавшая до 1963 года, после чего дети стали учиться в Обшиярской школе. Во время войны, летом 1944 года, в ромашкинской школе был открыт учебный пункт по начальной военной подготовке, готовивший 17-летних юношей со всего района. 38 жителей деревни ушли на фронт, 14 из них вернулись в родную деревню.
В 1949 году в деревне в 47 дворах проживали 198 человек. В 1950 году все мелкие колхозы объединились в один укрупненный колхоз «Путь Ленина» (деревня Полевая).
В 1998 году насчитывалось 49 дворов, проживал 61 человек.

## Население
| 2002 | 2010 |
| ---- | ---- |
| 62   | ↘61  |

В 2002 году по данным текущего учёта в деревне проживало 57 человек в 47 дворах (в основном пенсионеры), согласно переписи 2002 года — 62 человека (31 мужчина, 31 женщина, марийцы — 98 %). По переписи 2010 года — 61 человек (28 мужчин, 33 женщины).

## Инфраструктура
В деревне есть телефон, радио, отопление в домах печное. В деревню ведет грунтовая дорога, воду жители берут из колодцев. Население занимается выращиванием овощей, картофеля, фруктовых деревьев, ягод. Держат на своих подворьях коров, свиней, кур и др. Многие уроженцы работают на Марбумкомбинате после окончания техникума, некоторые — в колхозе, есть также представители других профессий.
Школьники учатся в Обшиярской средней школе в деревне Полевая, там же находятся фельдшерско-акушерский пункт и магазин.